# Момир Бакрач
Момир Бакрач (Никшић, 1957) је бивши југословенски фудбалски играч. 
Бакрач је био познат по томе што је играо за неколико југословенских клубова. Има млађег брата Миомира, који је такође био фудбалер. 